# 屈魯格拉本河

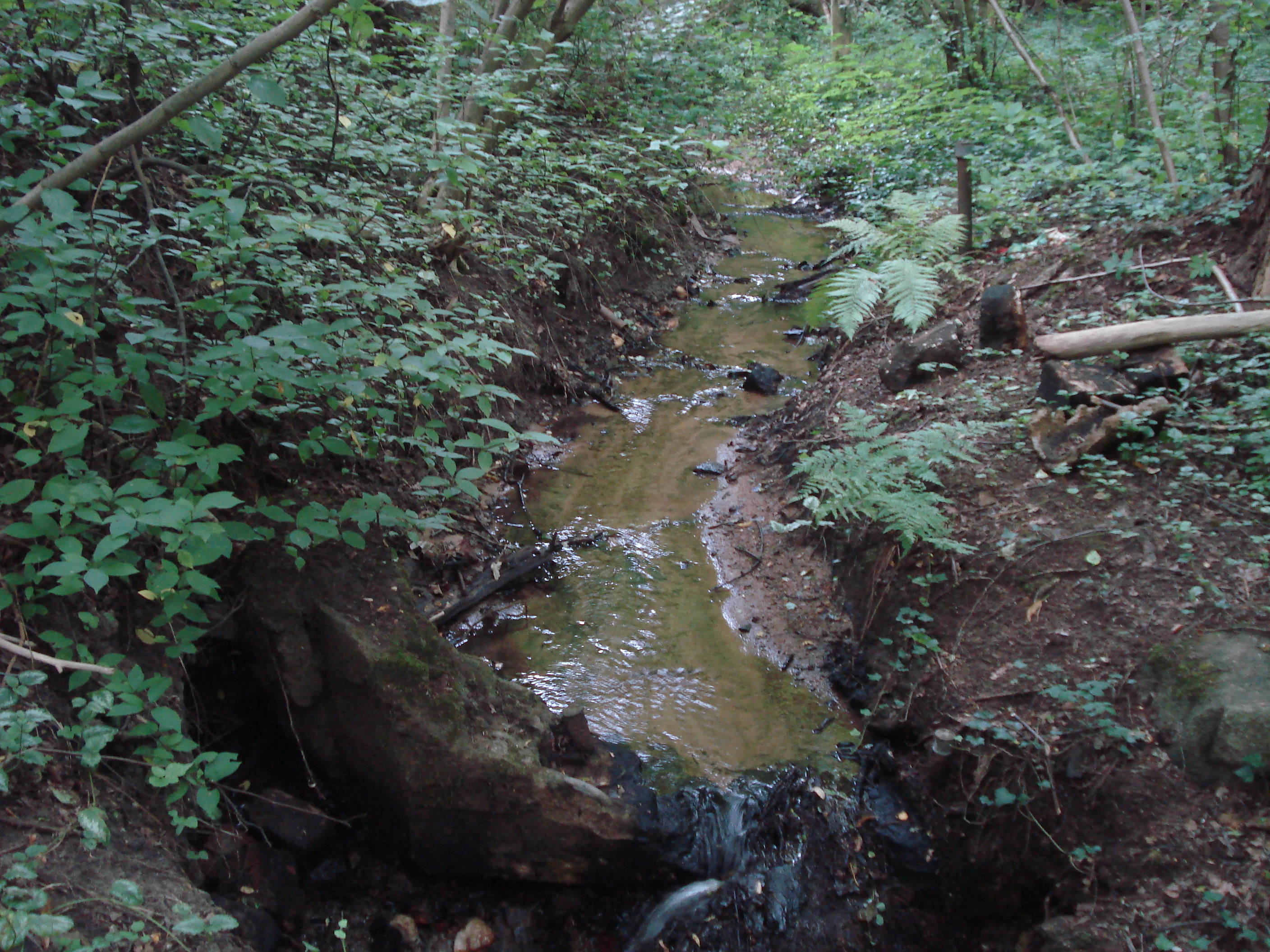

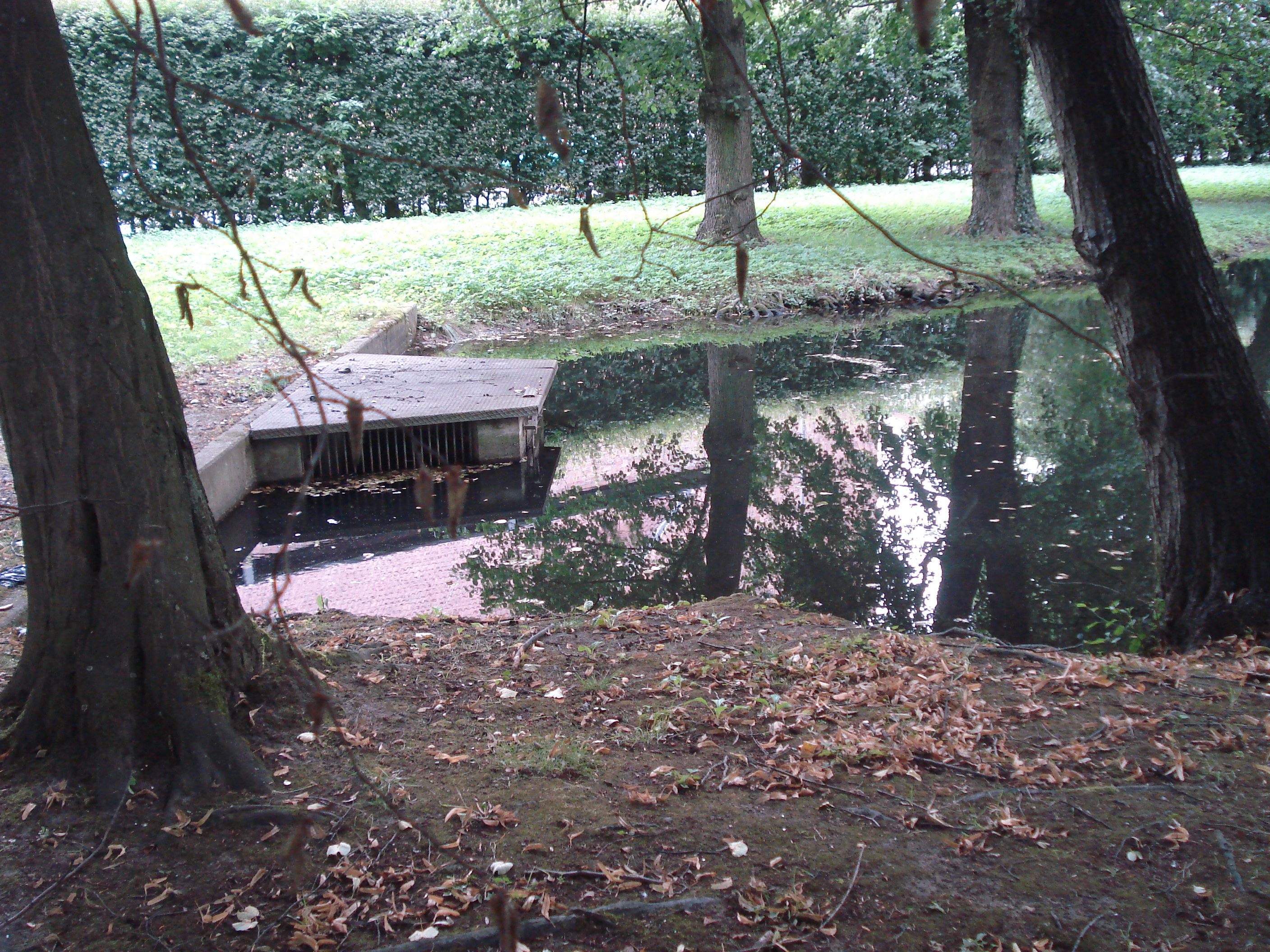

49°58′38.65″N 9°9′28.65″E / 49.9774028°N 9.1579583°E
屈魯格拉本河（德語：Kühruhgraben），是德國的河流，位於該國東南部，由巴伐利亞負責管轄，屬於勒德巴赫河的支流，河道全長2.9公里，流域面積2平方公里。